# Rowwen Hèze
Rowwen Hèze és un grup de música neerlandès format el 1985 a la ciutat d'America, província de Limburg. Es tracta d'una de les bandes més famoses que canta en limburguès (variant Horsters). La seva música està inspirada en diferents gèneres musicals, des de balades sensibles fins a cançons Tex-Mex d'estil Los Lobos i populars més ràpides a l'estil The Pogues.
El nom del grup és una referència a Christiaan Hesen (1853-1947), un personatge d'Amèrica força excèntric. A aquesta persona se li va donar el sobrenom de "Rowwen Hèze" ("l'aspre Hesen"), que més tard va adoptar la banda, en part perquè sonava bé.

## Trajectòria
La banda es va formar l'any 1985, com una mena de continuació de la ja existent The Legendary Texas Four que buscava un nou cantant principal. S'hi va presentar Jack Poels, que els deu anys anteriors havia cantat i tocat amb la banda nord-americana Bad Edge, que s'havia dissolt per falta d'èxit. Poels va posar una condició, que pogués interpretar una cançó en limburguès. Els altres membres de la banda van estar-hi d'acord i el grup va decidir canviar de nom i donar vida al nou grup Rowwen Hèze.
L'any 1987, Rowwen Hèze va escriure la cançó Niks stront niet per a l'associació de carnaval de Horster juntament amb Toos Vervoort. Aquesta va arribar als mitjans nacionals neerlandesos degut a unes lletres força controvertides. Això va comportar que el programa de televisió Van Gewest tot Gewest, entre d'altres, va prestar atenció a la banda. El seu primer àlbum, Rowwen Hèze, es va publicar el desembre del mateix 1987. A partir d'aleshores, la banda es va centrar en gran manera en les lletres en limburguès, en comptes de cantar en anglès.
L'any 2006 van publicar l'àlbum Rodus & Lucius, que va arribar al número 1 dels Top 100 Album dels Països Baixos, demostrant la seva fama a nivell nacional.
El grup, al llarg de les seves actuacions, s'ha forjat una fama de ser una banda festiva.

## Membres
Actuals
- Jack Poels - cantant, guitarra, harmònica
- Martîn Rongen - bateria i percussió
- Wladimir Geels - baix, contrabaix i veu
- Theo Joosten - guitarra, mandolina, vihuela mexicana, tin whistle, veu
- Jack Haegens - trompeta, fliscorn
- Tren van Enckevort - acordió, piano, trombó, veu

## Discografia
Àlbums
- 1987: Rowwen Hèze
- 1990: Blieve loepe
- 1991: Boem
- 1992: In de wei
- 1993: Station America
- 1995: Zondag in ’t zuiden
- 1997: Water, Lucht en Liefde
- 1999: ‘t Beste van 2 werelden
- 2000: Vandaag
- 2003: Dageraad
- 2003: D.A.D.P.G.S. In Het Theater (àlbum en directe)
- 2004: Andere wind
- 2005: ‘t Beste van 20 joar – Kilomeaters
- 2006: Rodus & Lucius
- 2008: Saus
- 2010: Zilver
- 2011: Manne van staal
- 2012: Geal
- 2013: Hemel Op Aarde: De Liedjes
- 2015: De zwarte plak
- 2016: Vur altied
- 2017: De liefde, de muziek, de herinnering
- 2019: Voorwaartsch
- 2020: Het Beste van Het Slotconcert Live 2019 (àlbum en directe)
- 2021: Onderaan Beginne
- 2022: Live In Americana (àlbum de vinil)

## Videografia
VHS
- 1994: Polkaholics
- 2000: Zoveul Joar

DVD
- 2004: In De Tent - Live In America
- 2010: Fans, Bedankt!

## Documental
Van America helemaal naar Amerika és un documental sobre Rowwen Hèze i el viatge que van fer el març de 1998 a Texas, Estats Units d'Amèrica. La pel·lícula tracta sobre el seu amor per la música de Limburg i l'estil Tex-Mex. La direcció va córrer a càrrec de Leon Giesen.

## Curiositat
Apareixen a la pel·lícula Qüestió de paciència del 2020 cantant el tema principal Kwestie van geduld juntament amb la cantant Roxeanne Hazes.